# 二階堂行章
二階堂 行章（にかいどう ゆきあき）は、鎌倉時代中期の御家人。鎌倉幕府引付衆。

## 略歴
嘉禎元年（1235年）、二階堂行方の子として誕生。
『吾妻鏡』によると、寛元2年（1244年）から文永3年（1266年）まで5代将軍・藤原頼嗣、6代将軍・宗尊親王の供奉、随兵の一人として名を連ね、文永7年（1270年）、二階堂行佐と共に引付衆に列した。
文永11年（1274年）、死去。